# Salvia mukerjeei
Salvia mukerjeei là một loài thực vật có hoa trong họ Hoa môi. Loài này được Bennet & Raizada miêu tả khoa học đầu tiên năm 1982.